# Jure Škoberne
Jure Škoberne, slovenski šahist, * 1987.
Jure je velemojster (GM) z ratingom 2536 (februar 2011).
Sodeloval je na šahovski olimpijadi 2008. Leta 2008 je bil državni članski viceprvak. Februarja 2011 je zmagal na odprtem turnirju HIT Open 2011.